# Batillaria mutata
Batillaria mutata là một loài ốc nước mặn cỡ nhỏ, là động vật thân mềm chân bụng sống ở biển thuộc họ Batillariidae.

## Phân bố
Nó là loài đặc hữu của Ecuador.